# Comisia Aliată de Control din România
Comisia Aliată de Control din România a fost o Comisie Aliată de Control instituită prin Articolul 18 al Convenție de armistițiu semnată de România la Moscova la 12 septembrie 1944. Conform Anexei la Articolul 18, această comisie urma să exercite în numele Înaltului Comandament Aliat⁠(en)[traduceți] controlul „cu privire la exacta execuție a clauzelor de armistițiu”, Guvernul României și organele sale urmând să îndeplinească toate instrucțiunile respectivului organ de control care decurgeau din Convenția de Armistițiu. Sediul acestei comisii a fost stabilit  la București.
Creată prin Legea nr. 527 din 24 octombrie 1944 Comisia Română Pentru Aplicarea Armistițiului a fost, din partea României, organul special abilitat să reprezinte Guvernul României pe lângă Comisia Aliată de Control și în același timp singurul calificat să primească cererile Înaltului Comandament Aliat, să le rezolve sau să le trimită spre rezolvare, ori să adreseze Comisiei Aliate de Control cererile înaintate de departamentele și autoritățile românești interesate.

## Cadru
Comisiile Aliate de Control au fost înființate de Aliați cu scopul aplicării, reglementării controlului Convențiilor de Armistițiu, prima comisie de acest gen fiind constituită în 1943 în Italia învinsă. În acest organism aliatul sovietic a avut în mod practic un rol de figurant, situația repercutându-se însă datorită precedentului creat, simetric în Comisiile Aliate înființate în România, Ungaria și Bulgaria, cazuri în care anglo-saxonii au îndeplinit doar rol de subordonat.
Dat fiind că până la sfârșitul celui de-Al Doilea Război Mondial misiunile occidentale au beneficiat doar de competențe de informare, iar după aceea de atribuții consultative, raporturile de forță din interiorul Comisiei Aliate de Control din România i-au favorizat pe sovietici. Puterea de decizie în cadrul acestei comisii a revenit astfel Uniunii Sovietice, reprezentanții anglo-saxoni ai Aliaților mărginindu-se la rolul de „observatori tăcuți”. Conducerea comisiei din România, care comisie a avut în mod practic deplina autoritate în raport cu toate problemele economice, militare și politice ale României, a fost astfel atribuită șefului experților sovietici, Rodion Malinovski. În acest mod, Comisia Aliată de Control a putut influența administrativ funcționarea guvernelor României și a avut un rol în ce privește reordonarea raporturilor de forță. Drept efect, opinia publică și partidele istorice din România au considerat că Uniunea Sovietică a primit mână liberă în ce privește România.